# Пајн Ајланд (Минесота)
Пајн Ајланд (енгл. Pine Island) град је у америчкој савезној држави Минесота.

## Демографија
По попису из 2010. године број становника је 3.263, што је 926 (39,6%) становника више него 2000. године.
| Група             | 2000.         | 2010.         |
| Белци             | 2.278 (97,5%) | 3.108 (95,2%) |
| Афроамериканци    | 3 (0,1%)      | 29 (0,9%)     |
| Азијати           | 10 (0,4%)     | 27 (0,8%)     |
| Хиспаноамериканци | 15 (0,6%)     | 56 (1,7%)     |
| Укупно            | 2.337         | 3.263         |